# Brocchinia tatei
Espèce
Synonymes
- Brocchinia secunda L.B.Sm., 1951
- Brocchinia oliva-estevae Steyerm. & L.B.Sm., 1987

Brocchinia tatei est une espèce de plante de la famille des Bromeliaceae, originaire du Venezuela et du Guyana.

## Synonymes
- Brocchinia secunda L.B.Sm., 1951[1] ;
- Brocchinia oliva-estevae Steyerm. & L.B.Sm., 1987[1].

## Distribution
Sa distribution totale n'est pas connue, mais l'espèce se rencontre au Guyana et au moins dans deux États du Venezuela, ceux de Bolívar et d'Amazonas.

## Description
L'espèce est épiphyte ou hémicryptophyte.